# Список постійних представників в Організації Об'єднаних Націй
Нижче представлений список постійних представників держав і міжнародних організацій при Організації Об'єднаних Націй, яких іноді називають «посли в ООН». Вказані особи представляють свої країни в Штаб-квартирі ООН. Для штаб-квартир ООН в Женеві, Відні та Найробі призначаються окремі постійні представники.
     — тимчасові повірені у справах
     — посада вакантна

## Країни-члени
| Країна                           | Постійні представники                          | Чинний постійний представник          | Дата початку повноважень |
| -------------------------------- | ---------------------------------------------- | ------------------------------------- | ------------------------ |
| Австралія                        |                                                | Джилліан Елізабет Бьорд               | 17 лютого 2015           |
| Австрія                          |                                                | Ян Кікерт                             | 8 вересня 2015           |
| Азербайджан                      | Постійні представники Азербайджану при ООН     | Яшар Алієв                            | 10 червня 2014           |
| Албанія                          |                                                | Бесіана Кадаре                        | 30 червня 2016           |
| Алжир                            |                                                | Сабрі Боукадоум                       | 14 березня 2014          |
| Ангола                           |                                                | Ізмаел Абрау Гаспар Мартін            | 23 травня 2001           |
| Андорра                          |                                                | Елісенда Вівес Балманья               | 3 листопада 2015         |
| Антигуа і Барбуда                |                                                | Волтон Альфонсо Вебсон                | 17 грудня 2014           |
| Аргентина                        |                                                | Мартін Гарсіа Морітан                 | 16 лютого 2016           |
| Афганістан                       |                                                | Махмуд Сайкал                         | 27 жовтня 2015           |
| Багамські Острови                |                                                | Еллістон Ремінг                       | 13 вересня 2013          |
| Бангладеш                        |                                                | Масуд Бін Момен                       | 24 листопада 2015        |
| Барбадос                         |                                                | Кіт Гамільтон Левеллін Маршалл        | 22 квітня 2015           |
| Бахрейн                          |                                                | Джамал Фарес Алровей                  | 14 вересня 2011          |
| Беліз                            |                                                | Луїза Мішель Янг                      | 19 вересня 2012          |
| Бельгія                          |                                                | Марк Пікстін де Буйтсверв             | 22 серпня 2016           |
| Бенін                            |                                                | Жан-Клод де Рего                      | 16 вересня 2016          |
| Білорусь                         | Постійні представники Білорусі при ООН         | Валентин Рибаков                      | 7 серпня 2017            |
| Бірма                            |                                                | Хау До Сян                            | 5 липня 2016             |
| Болгарія                         | Постійні представники Болгарії при ООН         | Лачезара Стоєва                       | 22 лютого 2021           |
| Болівія                          |                                                | Сача Сергіо Ллорентті Соліс           | 19 вересня 2012          |
| Боснія і Герцеговина             |                                                | Мілош Вукашиновіч                     | 13 серпня 2015           |
| Ботсвана                         |                                                | Чарльз Тембані Нтвагае                | 31 липня 2008            |
| Бразилія                         |                                                | Мауро Віейра                          | 11 листопада 2016        |
| Бруней                           |                                                | Дато Абдул Гафар Ісмаїл               | 28 березня 2013          |
| Буркіна-Фасо                     |                                                | Ємдаого Ерік Тіаре                    | 21 грудня 2015           |
| Бурунді                          |                                                | Альберт Шингіро                       | 4 вересня 2014           |
| Бутан                            |                                                | Кунзан Чоден Намг'ял                  | 25 лютого 2014           |
| Вануату                          |                                                | Одо Теві                              | 13 серпня 2014           |
| Велика Британія                  | Постійні представники Великої Британії при ООН | Барбара Вудворд                       | 2020                     |
| Венесуела                        |                                                | Рафаель Даріо Рамірез Карреньйо       | 16 січня 2015            |
| В'єтнам                          |                                                | Нгуен Фонг Нга                        | 5 листопада 2014         |
| Вірменія                         | Постійні представники Вірменії при ООН         | Мгер Маргарян                         | 2018                     |
| Габон                            |                                                | Бауделаїр Ндонг Елла                  | 31 липня 2015            |
| Гаїті                            |                                                | Деніс Регіс                           | 23 липня 2013            |
| Гамбія                           |                                                | Мамадоу Тангара                       | 3 травня 2017            |
| Гана                             |                                                | Марта Ама Ак'я Побі                   | 31 липня 2015            |
| Гаяна                            |                                                | Рудольф Майкл Тен-Поу                 | 22 серпня 2016           |
| Гватемала                        |                                                | Джордж Скіннер-Кліе                   | 9 вересня 2016           |
| Гвінея                           |                                                | Мамаді Тур                            | 14 вересня 2011          |
| Гвінея-Бісау                     |                                                | Жуан Соарес Да Гама                   | 13 серпня 2010           |
| Гондурас                         |                                                | Мері Елізабет Флорес                  | 29 квітня 2010           |
| Гренада                          |                                                | Кейша МакГвайр                        | 12 квітня 2016           |
| Греція                           |                                                | Кетрін Боура                          | 10 березня 2015          |
| Грузія                           | Постійні представники Грузії при ООН           | Каха Імнадзе                          | 23 липня 2013            |
| Данія                            |                                                | Іб Петерсен                           | 5 серпня 2013            |
| Джибуті                          |                                                | Мохамед Сіад Дуалех                   | 24 листопада 2015        |
| Домініка                         |                                                | Лорін Рут Бенніс-Робертс              | 22 серпня 2016           |
| Домініканська Республіка         |                                                | Франциско Антоніо Корторреал          | 16 квітня 2014           |
| ДР Конго                         |                                                | Ігнас Гата Мавіта ва Луфута           | 5 вересня 2012           |
| Еквадор                          |                                                | Орасіо Севілла Борха                  | 9 червня 2016            |
| Екваторіальна Гвінея             |                                                | Анатоліо Ндонг Мба                    | 7 січня 2010             |
| Еритрея                          |                                                | Амануель Джорджіо                     |                          |
| Естонія                          | Постійні представники Естонії при ООН          | Свен Юргенсон                         | 13 серпня 2015           |
| Ефіопія                          |                                                | Текеда Алему                          | 24 січня 2011            |
| Єгипет                           |                                                | Амр Абделлатіф Абулатта               | 4 вересня 2014           |
| Ємен                             |                                                | Халед Хусейн Мохамед Альмані          | 20 січня 2015            |
| Замбія                           |                                                | Крістін Каламвіна                     |                          |
| Зімбабве                         |                                                | Фредерік Мусіїва Макамуре Шава        | 19 вересня 2014          |
| Ізраїль                          |                                                | Дані Данон                            | 19 жовтня 2015           |
| Індія                            |                                                | Сєд Акбаруддін                        | 25 січня 2016            |
| Індонезія                        |                                                | Діан Тріансья Джані                   | 12 квітня 2016           |
| Ірак                             |                                                | Мохамед Алі Алхакім                   | 3 травня 2013            |
| Іран                             |                                                | Голамалі Хошру                        | 17 лютого 2015           |
| Ірландія                         |                                                | Девід Донохью                         | 13 вересня 2013          |
| Ісландія                         |                                                | Ейнар Гуннарссон                      | 20 січня 2015            |
| Іспанія                          |                                                | Роман Оярсун Марчесі                  | 9 січня 2014             |
| Італія                           |                                                | Себастьяно Карді                      | 20 вересня 2013          |
| Йорданія                         |                                                | Сіма Самі Бахус                       | 22 серпня 2016           |
| Кабо-Верде                       |                                                | Жосе Луїс Фіальйо Роша                | 5 грудня 2016            |
| Казахстан                        | Постійні представники Казахстану при ООН       | Магжан Ільясов                        | 9 січня 2017             |
| Камбоджа                         |                                                | Ри Туй                                | 28 лютого 2014           |
| Камерун                          |                                                | Мішель Томмо Монте                    | 8 вересня 2008           |
| Канада                           |                                                | Марк-Андре Бланшар                    | 12 квітня 2016           |
| Катар                            |                                                | Алія Аль Тані                         | 24 жовтня 2013           |
| Кенія                            |                                                | Макарія Камау                         | 16 грудня 2010           |
| Киргизстан                       |                                                | Міргул Молдоісаєва                    | 12 квітня 2016           |
| Кіпр                             |                                                | Корнеліос Корнеліу                    | 22 лютого 2017           |
| Кірибаті                         |                                                | Макуріта Бааро                        | 19 серпня 2013           |
| КНР                              | Постійні представники КНР при ООН              | Чжан Цзюнь                            | 30 липня 2019            |
| Колумбія                         |                                                | Марія Емма Мех'я Велес                | 25 лютого 2014           |
| Коморські Острови                |                                                | Мохамед Суаліхі Суаліх                | 5 листопада 2014         |
| Коста-Рика                       |                                                | Хуан Карлос Мендоса Гарсіа            | 4 вересня 2014           |
| Кот-д'Івуар                      |                                                | Клод СтаніславБуа-Камон               | 11 травня 2015           |
| Куба                             |                                                | Анаянсі Родрігес Камехо               | 23 січня 2017            |
| Кувейт                           |                                                | Мансур Айяд Аль-Отайбі                | 4 березня 2010           |
| Лаос                             |                                                | Кіане Фансурівонг                     | 16 квітня 2014           |
| Латвія                           | Постійні представники Латвії при ООН           | Андрій Пілдегович                     | 2018                     |
| Лесото                           |                                                | Келебоне Маопе                        | 25 червня 2013           |
| Литва                            | Постійні представники Литви при ООН            | Ритіс Паулаускас                      | 2021                     |
| Ліберія                          |                                                | Льюіс Браун                           | 30 червня 2016           |
| Ліван                            |                                                | Наваф Салам                           | 13 липня 2007            |
| Лівія                            |                                                | Ельмехді Ельмаджербі                  |                          |
| Ліхтенштейн                      |                                                | Крістіан Венавезер                    | 1 жовтня 2002            |
| Люксембург                       |                                                | Крістіан Браун                        | 9 вересня 2016           |
| Маврикій                         |                                                | Ягдіш Дарамчанд Кунджул               | 24 листопада 2015        |
| Мавританія                       |                                                | Мохамед Леміне Ель Хайсен             | 16 лютого 2016           |
| Мадагаскар                       |                                                | Зіна Адріана Рівело-Разафі            | 9 вересня 2002           |
| Малаві                           |                                                | Нектон Мхура                          | 9 вересня 2016           |
| Малайзія                         |                                                | Шахрул Ікрам Якоб                     | 22 лютого 2017           |
| Малі                             |                                                | Ісса Конфороу                         | 9 вересня 2016           |
| Мальдіви                         |                                                | Ахмед Сарір                           | 20 грудня 2012           |
| Мальта                           |                                                | Кармело Інгуанес                      | 5 липня 2016             |
| Марокко                          |                                                | Омар Хілалє                           | 23 квітня 2014           |
| Маршаллові Острови               |                                                | Аматлейн Елізабет Кабуа               | 5 липня 2016             |
| Мексика                          |                                                | Хуан Хосе Гомес Камачо                | 16 лютого 2016           |
| Мозамбік                         |                                                | Антоніо Гуменде                       | 20 жовтня 2011           |
| Молдова                          | Постійні представники Молдови при ООН          | Георге Леуке                          | 18 листопада 2021        |
| Монако                           |                                                | Ізабель Пікко                         | 11 вересня 2009          |
| Монголія                         |                                                | Сухболд Сухі                          | 31 липня 2015            |
| Намібія                          |                                                | Невілл Мелвін Гертце                  | 9 січня 2017             |
| Науру                            |                                                | Марлін Моузес                         | 30 березня 2005          |
| Непал                            |                                                | Дурга Прасад Бхаттараї                | 19 серпня 2013           |
| Нігер                            |                                                | Абдалла Вафі                          | 8 вересня 2015           |
| Нігерія                          |                                                | Тіджані Мухаммад Банде                | 3 травня 2017            |
| Нідерланди                       |                                                | Карл Ян Густаф ван Оостером           | 5 серпня 2013            |
| Нікарагуа                        |                                                | Марія Рубіалес де Чаморро             | 13 липня 2007            |
| Німеччина                        | Постійні представники ФРН при ООН              | Антьє Леендерце                       | 2021                     |
| Нова Зеландія                    |                                                | Джерард ван Бохемен                   | 11 травня 2015           |
| Норвегія                         |                                                | Гейр Педерсен                         | 5 вересня 2012           |
| ОАЕ                              |                                                | Лана Закі Нуссейбех                   | 18 вересня 2013          |
| Оман                             |                                                | Халіфа Алі Ісса Аль Хараті            | 9 вересня 2016           |
| Пакистан                         |                                                | Маліха Лодхі                          | 10 березня 2015          |
| Палау                            |                                                | Нгедайкс Олай Улудонг                 | 21 березня 2017          |
| Панама                           |                                                | Лаура Елена Флорес Херрера            | 4 вересня 2014           |
| Папуа Нова Гвінея                |                                                | Макс Хуфанен Раї                      | 9 червня 2016            |
| Парагвай                         |                                                | Хуліо Сезар Арріола Рамірес           | 21 березня 2017          |
| Перу                             |                                                | Густаво Адолфо Меса-Куадра Веласкес   | 24 жовтня 2013           |
| Південна Корея                   |                                                | Чо Тае-юл                             | 5 грудня 2016            |
| Південний Судан                  |                                                | Акуей Бона Малвал                     | 5 липня 2016             |
| Південно-Африканська Республіка  |                                                | Джеррі Метьюс Матджила                | 5 липня 2016             |
| Північна Корея                   |                                                | Я Сон Нам                             | 28 лютого 2014           |
| Польща                           | Постійні представники Польщі при ООН           | Кшиштоф Щерський                      | 2021                     |
| Португалія                       |                                                | Алваро Жозе Кошта де Мендонса е Моура | 16 квітня 2013           |
| Республіка Конго                 |                                                | Реймонд Серге Бейл                    | 11 листопада 2008        |
| Північна Македонія               |                                                | Васіле Андоноскі                      | 14 березня 2014          |
| Росія                            | Постійні представники РФ при ООН               | Василь Небензя                        | 27 липня 2017            |
| Руанда                           |                                                | Валентайн Ругвабіса                   | 11 листопада 2016        |
| Румунія                          | Постійні представники Румунії при ООН          | Йон Джинга                            | 13 серпня 2015           |
| Сальвадор                        |                                                | Рубен Ігнасіо Замора Рівасs           | 13 серпня 2014           |
| Самоа                            |                                                | Алі'іоаїга Фетурі Елісая              | 18 вересня 2003          |
| Сан-Марино                       |                                                | Даміано Белеффі                       | 22 серпня 2016           |
| Сан-Томе і Принсіпі              |                                                | Альсіньйо Кравід е Сілва              |                          |
| Саудівська Аравія                |                                                | Абдалла Аль-Моуаллімі                 | 23 червня 2011           |
| Есватіні                         |                                                | Звелету Мнісі                         | 24 серпня 2010           |
| Сейшельські Острови              |                                                | Рональд Жан Жумо                      | 3 травня 2017            |
| Сенегал                          |                                                | Фоде Сек                              | 19 вересня 2014          |
| Сент-Вінсент і Гренадини         |                                                | Інга Ронда Кінг                       | 13 вересня 2013          |
| Сент-Кіттс і Невіс               |                                                | Сем Теренс Кондор                     | 27 жовтня 2015           |
| Сент-Люсія                       |                                                | Космос Річардсог                      | 22 лютого 2017           |
| Сербія                           |                                                | Мілан Мілановіч                       | 19 серпня 2013           |
| Сирія                            |                                                | Башар Яафарі                          | 31 липня 2006            |
| Сінгапур                         |                                                | Бурхан Гафур                          | 22 серпня 2016           |
| Словаччина                       | Постійні представники Словаччини при ООН       | Міхал Млинар                          | 2017                     |
| Словенія                         |                                                | Андрей Логар                          | 3 вересня 2013           |
| Соломонові Острови               |                                                | Роберт Сісіло                         | 23 січня 2017            |
| Сомалі                           |                                                | Юсуф Гарад Омар                       | 11 листопада 2016        |
| Судан                            |                                                | Омер Дахаб Фадл Мохамед               | 8 вересня 2015           |
| Суринам                          |                                                | Генрі МакДональд                      | 21 жовтня 2016           |
| Східний Тимор                    |                                                | Марія Хелена Лопес де Хесус Пірес     | 12 квітня 2016           |
| США                              | Постійні представники США при ООН              | Ніккі Гейлі                           | 27 січня 2017            |
| Сьєрра-Леоне                     |                                                | Адікаліє Фодей Сума                   | 9 вересня 2016           |
| Таджикистан                      |                                                | Махмадамін Махмадамінов               | 25 лютого 2014           |
| Таїланд                          |                                                | Вірачаї Пласаї                        | 10 березня 2015          |
| Танзанія                         |                                                | Модест Джонатан Меро                  | 21 березня 2017          |
| Того                             |                                                | Кокоу Кпаєдо                          | 30 червня 2016           |
| Тонга                            |                                                | Махе Уліулі Сендхьорст Тупоуніуа      | 19 серпня 2013           |
| Тринідад і Тобаго                |                                                | Пенелопа Алтеа Беклес                 | 22 серпня 2016           |
| Тувалу                           |                                                | Аунесе Макої Сіматі                   | 20 грудня 2012           |
| Туніс                            |                                                | Набіль Аммар                          | 25 березень 2025         |
| Туреччина                        | Постійні представники Туреччини при ООН        | Ферідун Сінірліоглу                   | 21 жовтня 2016           |
| Туркменістан                     |                                                | Аксолтан Атаєва                       | 23 лютого 1995           |
| Уганда                           |                                                | Адоніа Аєбаре                         | 3 травня 2017            |
| Угорщина                         | Постійні представники Угорщини при ООН         | Жужанна Хорват                        | 16 лютого 2021           |
| Узбекистан                       |                                                | Бахтійор Ібрагімов                    | 23 травня 2017           |
| Україна                          | Постійні представники України при ООН          | Сергій Кислиця                        | 19 грудня 2019           |
| Уругвай                          |                                                | Ельбіо Росселлі                       | 21 грудня 2015           |
| Федеративні Штати Мікронезії     |                                                | Джейн Чігіял                          | 2 грудня 2011            |
| Фіджі                            |                                                | Люк Даунівалу                         |                          |
| Філіппіни                        |                                                | Теодоро Лопес Локсін молодший         | 19 квітня 2017           |
| Фінляндія                        |                                                | Кай Юрген Мікаел Сауер                | 19 серпня 2014           |
| Франція                          | Постійні представники Франції при ООН          | Jérôme Bonnafont                      | 14 лютень 2025           |
| Хорватія                         |                                                | Владімір Дробняк                      | 5 серпня 2013            |
| Центральноафриканська Республіка |                                                | Амбройсін Кпонго                      | 19 вересня 2014          |
| Чад                              |                                                | Алі Алефеї Мустафа                    | 9 січня 2017             |
| Чехія                            |                                                | Маріе Чатардова                       | 2 серпня 2016            |
| Чилі                             |                                                | Крістіан Баррос Мелет                 | 16 квітня 2014           |
| Чорногорія                       |                                                | Желіко Перовіч                        | 11 травня 2015           |
| Швейцарія                        |                                                | Юрг Лаубер                            | 8 вересня 2015           |
| Швеція                           |                                                | Олоф Скуг                             | 10 березня 2015          |
| Шрі-Ланка                        |                                                | Амріт Рохан Перера                    | 22 квітня 2015           |
| Ямайка                           |                                                | Куртенай Реттрей                      | 25 червня 2013           |
| Японія                           |                                                | Коро Бессхо                           | 22 червня 2016           |

## Країни-спостерігачі
| Країна    | Постійний представник       | Дата початку повноважень |
| --------- | --------------------------- | ------------------------ |
| Ватикан   | архієпископ Бернардіто Ауза | 19 вересня 2014          |
| Палестина | Ріяд Мансур                 | 12 вересня 2005          |

## Міжнародні організації
| Країна                                                                 | Постійний представник            | Дата початку повноважень |
| ---------------------------------------------------------------------- | -------------------------------- | ------------------------ |
| Азіатсько-африканська правова консультативна організація               | Рой Лі                           | 9 листопада 2009         |
| Африканський Союз                                                      | Тете Антоніо                     | 9 листопада 2009         |
| Економічне співтовариство країн Західної Африки                        | Таноу Коне                       | 17 лютого 2015           |
| Європейський Союз                                                      | Жоао Вале де Альмейда            | 3 листопада 2015         |
| Інтерпол                                                               | Емануель Ру                      | 16 жовтня 2015           |
| Карибська співдружність                                                | Міссурі Шерман-Пітер             | 5 листопада 2014         |
| Ліга арабських держав                                                  | —                                |                          |
| Мальтійський орден                                                     | Оскар де Рохас                   | 3 листопада 2015         |
| Міжнародна організація з міграції                                      | Ашраф Ельнур Мустафа Мохамед Нур | 11 травня 2015           |
| Міжнародна організація франкофонії                                     | —                                |                          |
| Міжнародна торгова палата                                              | Луїс Кантроу                     | 19 квітня 2017           |
| Міжнародна федерація товариств Червоного Хреста та Червоного Півмісяця | Аласан Сенгоре                   | 9 червня 2016            |
| Міжнародне агентство з відновлюваних джерел енергії                    | —                                |                          |
| Міжнародний інститут демократії та сприяння виборам                    | Массімо Томмасолі                | 16 жовтня 2015           |
| Міжнародний комітет Червоного Хреста                                   | Філіп Споеррі                    | 17 грудня 2014           |
| Міжнародний олімпійський комітет                                       | Маріо Песканте                   | 15 березня 2010          |
| Міжнародний союз охорони природи                                       | Девід Чедвік О'Коннор            | 24 листопада 2015        |
| Міжнарожна організація розвитку закону                                 | Патріціо Цівілі                  | 16 жовтня 2015           |
| Міжпарламентський союз                                                 | Патріція Енн Торнсні             | 16 квітня 2014           |
| Організація Американських Держав                                       | Гонсало Конке                    | 25 січня 2016            |
| Організація економічного співробітництва та розвитку                   | Маркос Андре Бонтурі             | 2 серпня 2016            |
| Організація Ісламського співробітництва                                | Аґшин Мєхдієв                    | 30 червня 2016           |
| Парламентська асамблея середземномор'я                                 | Казі Шавкат Фарід                | 31 липня 2015            |
| Партнери з розвитку населення                                          | Мохаммад Нурул Алам              | 6 липня 2012             |
| Рада співробітництва арабських держав Перської затоки                  | Абдулазіз Абдулрахман Аламмар    | 19 серпня 2014           |
| Система центральноамериканської інтеграції                             | Карлос Кампос                    | 16 жовтня 2015           |
| Співдружність націй                                                    | —                                |                          |
| Університет миру                                                       | Наріндер Какар                   | 16 березня 2009          |

## Довідка
1. ↑  Barrot, Jean-Noël (13 лютого 2025). Décret du 13 février 2025 portant nomination d'un ambassadeur, représentant permanent de la France au Conseil de sécurité et chef de la mission permanente française près les Nations unies à New York - M. BONNAFONT (Jérôme) [Указ від 13 лютого 2025 року про призначення посла, постійного представника Франції в Раді Безпеки та голови постійного представництва Франції при ООН у Нью-Йорку - пана Боннафонт (Джером)] (PDF) (фр.). Париж, Франція: Légifrance. Процитовано 20 лютого 2025.